# Tanacetum pinnatum
Tanacetum pinnatum — вид рослин з роду пижмо (Tanacetum) й родини айстрових (Asteraceae).

## Опис
Листя щільно вкрите волосками. Нижні листки зворотноланцетоподібні за контуром з 4–6 парними бічними сегментами. Бічні сегменти лінійно-ланцетні і явно довші за ширину. Квіткових голів 4–25 на стебло. Кільце приквіток 6–7 × 5–6 мм

## Середовище проживання
Поширений у східній Туреччині, Іраку, Ірані. Населяє кам'янисті схили, скельні щілини.